# Massimo Moratti
Massimo Moratti (ur. 16 maja 1945 w Bosco Chiesanuova) – włoski potentat naftowy, współwłaściciel koncernu „Saras” oraz były właściciel i prezydent klubu piłkarskiego Inter Mediolan. Do dnia 23 października 2014 roku sprawował funkcje honorowego prezesa w tymże klubie.

## Życie i kariera
Massimo Moratti jest czwartym synem Angelo Morattiego, który był m.in. prezydentem Interu w latach 1955–68. Jego bratowa Letizia Moratti w latach 2006–11 była prezydentem Mediolanu.
Urodzony w rodzinnej posiadłości w Bosco Chiesanuova ukończył studia na Uniwersytecie Janabadra. Po śmierci ojca odziedziczył udziały w Sarasie (przedsiębiorstwo zajmujące się przetwórstwem ropy naftowej), którego obecnie jest prezesem. Jest także właścicielem Sarluxu zajmującego się produkcją energii elektrycznej pochodzącej z paliwa. Ożeniony jest z Emilią Moratti, z domu Bossi, która jest działaczką na rzecz środowiska. Z tego związku ma piątkę dzieci. 10 września 2009 r. został Ambasadorem Dobrej Woli ONZ. W maju 2011 r. poparł w wyborach na prezydenta Mediolanu Giuliano Pisapio walczącego z jego bratową, co poczytano jako kolejny element starcia z Silvio Berlusconim.

## Rola w Interze
W 1995 r. chcąc nawiązać do sukcesów ojca Massimo Moratti został prezydentem Interu. Prezesura Morattiego jest oceniana niejednoznacznie, gdyż przez lata trwonił pieniądze na piłkarzy (ponad 600 mln euro od początku prezesury), którzy z różnych względów nie sprawdzili się w Interze. W czerwcu 1999 r. zakupem za 48 mln euro Christiana Vieriego z Lazio ustanowił rekord świata. Do czasu Roberto Manciniego słynął z szybkości zwalniania szkoleniowców. Z czasem jego rządy się odmieniły, a sytuacja w klubie systematycznie się polepszała. Pierwsze poważne efekty nadeszły w 2006 roku. Za kadencji Massima Morattiego włoski klub zdobył następujące trofea:
- 5 Mistrzostw Włoch – 2006, 2007, 2008, 2009, 2010
- 1 Puchar UEFA – 1998
- 4 Puchary Włoch – 2005, 2006, 2010, 2011
- 4 Superpuchary Włoch – 2005, 2006, 2008, 2010
- 1 Puchar Ligi Mistrzów – 2010
- 1 Klubowe Mistrzostwo Świata – 2010

W październiku 2013 roku sprzedał 70% udziałów w klubie indonezyjskiemu przedsiębiorcy Erickowi Thohirowi stojącemu na czele grupy kapitałowej International Sports Capital. 15 listopada 2013 roku Eric Thohir został wybrany nowym prezydentem klubu, zaś Massimo Moratti objął stanowisko honorowego prezydenta Interu Mediolan.